# 司法迫害
司法迫害是一種政治迫害，指一個國家的法官或檢察官或相關單位基於隱藏背後司法真相有關的政治或目的與利益，而利用國家司法機器不擇手段地對尋求司法真相之法院之原、被告或申訴之人，以合法有效的不實的裁判書或公文書，作違反基本權利之得、喪、變更等不利益方式進行迫害。